# Liste der Kulturdenkmale in Unterweißbach
In der Liste der Kulturdenkmale in Unterweißbach sind alle Kulturdenkmale der thüringischen Gemeinde Unterweißbach (Landkreis Saalfeld-Rudolstadt) und ihrer Ortsteile aufgelistet (Stand: 12. Februar 2013).

## Unterweißbach
Einzeldenkmale
| Bild                           | Bezeichnung | Lage                            | Datierung | Beschreibung | ID |
| ------------------------------ | --- | ------------------------------- | --------- | ------------ | -- |
| Fotos hochladen                | Gleis / Bestandteil der Sachgesamtheit "Eisenbahnstrecke Oberweißbacher Berg- und Schwarzatalbahn"                                             | (Karte)                         |           |              |    |
| Fotos hochladen                | Oberweißbacher Bergbahn - Talstation / Bestandteil der Sachgesamtheit "Eisenbahnstrecke Oberweißbacher Berg- und Schwarzatalbahn"              | (Karte)                         |           |              |    |
| Fotos hochladen                | Brücke über die Schwarza | (Karte)                         |           |              |    |
| Fotos hochladen                | Grabstätte für 3 unbekannte KZ-Häftlinge (Friedhof)                                                                                            | Friedhof                        |           |              |    |
| Fotos hochladen                | Bahnhof Sitzendorf-Unterweißbach (mit Wasserturm) / Bestandteil der Sachgesamtheit "Eisenbahnstrecke Oberweißbacher Berg- und Schwarzatalbahn" | Bahnhofstraße 1 (Karte)         |           |              |    |
| Fotos hochladen                | Villa der ehemalige Brauerei | Bahnhofstraße 6; (Karte)        |           |              |    |
| Fotos hochladen                | Ehemalige Brauerei | Bahnhofstraße 8 (Karte)         |           |              |    |
| Fotos hochladen                | Ehem. Gasthaus "Goldene Lichte" (Gemeindeverwaltung)                                                                                           | Lichtetalstraße 38 (Karte)      |           |              |    |
| BW                             | Alte Schule | Lichtetalstraße 49 (Karte)      |           |              |    |
| weitere Bilder Fotos hochladen | Dorfkirche mit Ausstattung und Glockenhaus | Oberweißbacher Straße (Karte)   |           |              |    |
| Fotos hochladen                | Pfarrhaus | Oberweißbacher Straße 1 (Karte) |           |              |    |

## Quelle
- Denkmalliste des Landkreises Saalfeld-Rudolstadt. (PDF; 632 kB) kreis-slf.de